# Henning Harnisch
Henning Harnisch (ur. 15 kwietnia 1968 w Marburgu) – niemiecki koszykarz, występujący na pozycjach niskiego lub silnego skrzydłowego, mistrz Europy z 1993.

## Osiągnięcia
Na podstawie, o ile nie znaleziono inaczej.
Drużynowe
- 9-krotny mistrz Niemiec (1990–1998)
- Wicemistrz Niemiec (1989)
- Zdobywca pucharu Niemiec (1990, 1991, 1993, 1995, 1997)
- Finalista pucharu Niemiec (1996)
- Uczestnik rozgrywek:
  - Pucharu Europy Mistrzów Krajowych/Klubowego Pucharu Europy/Euroligi (1990–1998)
  - Europejskiego Pucharu Zdobywców Pucharów (1989/1990)

Indywidualne
- MVP ligi niemieckiej (1990, 1991)
- Zwycięzca konkursu wsadów niemieckiej ligi BBL (1990, 1992)
- Uczestnik meczu gwiazd FIBA EuroStars (1996)

Reprezentacja
- Mistrz Europy (1993)
- Uczestnik:
  - igrzysk olimpijskich (1992 – 7. miejsce)
  - mistrzostw:
  - świata:
    - 1994 – 12. miejsce
    - U–19 (1987 – 4. miejsce)
    - Europy:
      - 1987 – 6. miejsce, 1993, 1997 – 12. miejsce
      - U–18 (1986 – 4. miejsce)
      - U–16 (1985 – 4. miejsce)

  - kwalifikacji olimpijskich (1988, 1992)
- Lider strzelców Eurobasketu U-18 (1986)